# Cardeniopsis obscurus
Cardeniopsis obscurus är en insektsart som beskrevs av Vitaly Michailovitsh Dirsh 1966. Cardeniopsis obscurus ingår i släktet Cardeniopsis och familjen gräshoppor. Inga underarter finns listade i Catalogue of Life.